# Thanawut Sanikwathi
Thanawut Sanikwathi, né le 13 juin 1993 à Nakhon Si Thammarat, est un coureur cycliste thaïlandais. 

## Palmarès sur route

### Par années
- 2017
  - 2e étape du Tour de Thaïlande
  -  Médaillé d'argent du critérium aux Jeux d'Asie du Sud-Est
- 2020
  - 1re étape du Tour de Thaïlande

### Classements mondiaux
| Année         | 2013 | 2014 | 2015 | 2016 | 2017 |
| ------------- | ---- | ---- | ---- | ---- | ---- |
| UCI Asia Tour | 347e |      |      | 416e | 337e |

## Palmarès sur piste

### Jeux d'Asie du Sud-Est
- Nilai-Putrajaya 2017
  -  Médaillé de bronze du scratch

### Championnats nationaux
- 2021
  -  Champion de Thaïlande de vitesse par équipes (avec Worayuth Kapunya et Pongthep Tapimay)
- 2023
  -  Champion de Thaïlande de poursuite par équipes (avec Patompob Phonarjthan, Jetsada Janluang, Phurit Rodvilai et Ekapak Nirapathpongporn)
  -  Champion de Thaïlande du kilomètre
- 2024
  -  Champion de Thaïlande de poursuite par équipes (avec Patompob Phonarjthan, Jetsada Janluang, Phurit Rodvilai et Setthawut Yordsuwan)[4]
- 2025
  -  Champion de Thaïlande de poursuite par équipes (avec Patompob Phonarjthan, Jetsada Janluang, Phurit Rodvilai et Setthawut Yordsuwan)[5]